# 3 skilling vàng

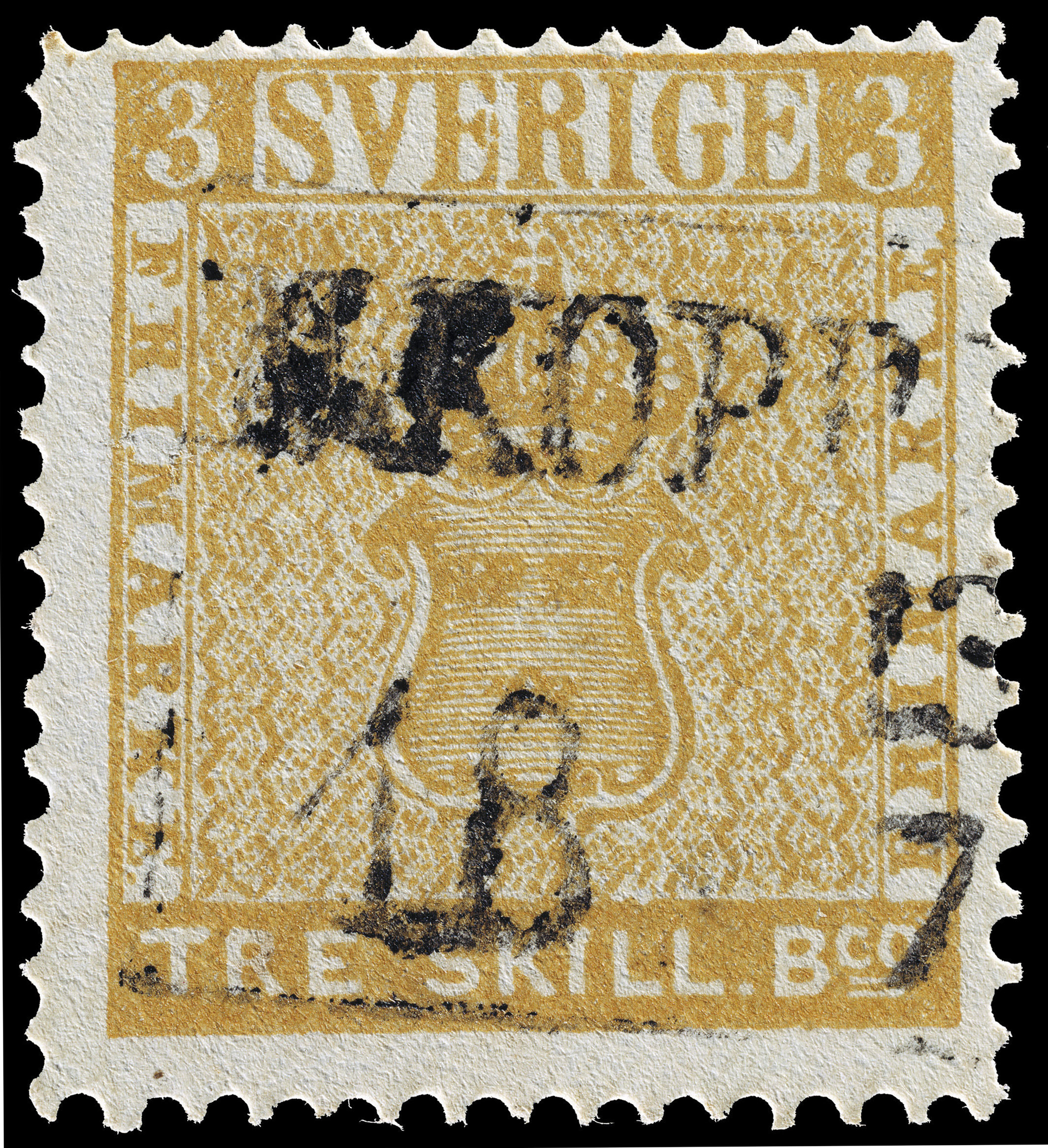
Con tem đắt giá nhất thế giới

3 skilling vàng (tiếng Thụy Điển: Gul tre skilling banco, tiếng Anh: Treskilling Yellow) là con tem đắt giá nhất thế giới hiện nay. Tem có giá mặt 3 skilling được Thụy Điển phát hành năm 1855, hiện chỉ còn một con duy nhất trên thế giới. Con tem này hiếm như vậy là do việc dùng nhầm màu khi in (màu vàng thay vì màu xanh lam-lục).
Người đầu tiên khám phá ra con tem này là Georg Wilhelm Baeckman, trên một lá thư ở nhà bà của ông vào năm 1886. Baeckman đã bán nó cho một nhà sưu tập tem với giá 7 kronor. Gần đây nhất, vào 1996, nó được mua với giá 2,5 triệu franc Thụy Sĩ.